# Matjaž Šček
Matjaž Šček, slovenski zborovodja, dirigent in kulturni delavec, * 1958, Koper.
Trenutno vodi mešani pevski zbor Ipavska, moški zbor gruppo polifonico Claudio Monteverdi-Ruda (Videmska pokrajina, Italija), Moški zbor Srečko Kosovel-Ajdovščina in čezmejni dekliški pevski zbor Krasje-Trebče.

## Življenjepis
Matjaž Šček se je rodil leta 1958 v Kopru v glasbeni družini (oče Ivan Šček skladatelj, sestra Alenka Šček Lorenz pianistka). Od vsega začetka zaznamovan z glasbo, se je že kot zelo mlad uspešno preizkusil kot zborovodja različnih ljubiteljskih sestavov, od okteta in moškega zbora do mešanega zbora. Po srednji glasbeni šoli je najprej študiral dirigiranje na Akademiji za glasbo v Ljubljani, nato se je izobraževal pri priznanem slovenskem skladatelju in dirigentu Lojzetu Lebiču na Pedagoški akademiji v Ljubljani. 
V teku svoje kariere je vodil več pevskih sestavov, med drugimi Ljubljanske madrigaliste, zbor RTV Slovenije, Moški zbor Srečko Kosovel iz Ajdovščine, Mešani zbor Jacobus Gallus iz Trsta, Komorni zbor Ipavska, Coro polifonico Monteverdi Ruda in Čezmejni dekliški zbor Krasje. Udeležil se je slovenskih in mednarodnih tekmovanj; med drugimi so Naša pesem, Guido d'Arezzo, Cesare Augusto Seghizzi, Tours, Toulouse, Zadar, Jersey, Tromsö in Vittorio Veneto, kjer je vedno dosegal najvišje uvrstitve. 
Je nosilec Gallusove plakete.